# Svinná
Svinná (Hongaars: Bercsény) is een Slowaakse gemeente in de regio Trenčín, en maakt deel uit van het district Trenčín.
Svinná telt 1.565 inwoners.